# Ипуасу
Ипуасу (порт. Ipuaçu)  —  муниципалитет в Бразилии, входит в штат Санта-Катарина. Составная часть мезорегиона Запад штата Санта-Катарина. Входит в экономико-статистический  микрорегион Шаншере. Население составляет 6343 человека на 2006 год. Занимает площадь 261,391 км². Плотность населения — 24,3 чел./км².

## Статистика
- Валовой внутренний продукт на 2003 составляет 64.272.160,00 реалов (данные: Бразильский институт географии и статистики).
- Валовой внутренний продукт на душу населения на 2003 составляет 10.296,73 реалов (данные: Бразильский институт географии и статистики).
- Индекс развития человеческого потенциала на 2000 составляет 0,716 (данные: Программа развития ООН).